# Melius est nubere quam uri
 Melius est nubere quam uri лат. (изговор: мелијус ест нубере квам ури). Боље је оженити се него горијети од жеље. (Апостол Павле)

## Поријекло изреке
Изрекао апостол Павле .

## Тумачење
Ма како био присталица неженства, апостол Павле је захваљујући огромној ширини духа и посвећености истини, надмашио себе подржавајући да је боље оженити се него се мучити чежњом за вољеном особом.